# Jurga Ivanauskaitė
Jurga Ivanauskaitė (née le 14 novembre 1961 à Vilnius et morte le 17 février 2007 à Vilnius) est une écrivaine lituanienne.

## Biographie
Elle étudia à l'Académie des Beaux-Arts de Vilnius où elle écrivit son premier livre L'année des muguets (lituanien : Pakalnučių metai), publié en 1985.
Seront ensuite publiés six romans, un livre pour enfant et un recueil d'essais. Ses œuvres ont été traduites en plusieurs langues dont l'anglais, le letton, le polonais, le russe, l'allemand et le suédois.

### Trilogie tibétaine
Après ses visites en Extrême-Orient au milieu des années 1990, elle devint une militante active du mouvement de libération du Tibet. Avant la publication de sa trilogie tibétaine en lituanien, il n'existait aucun ouvrage dans cette langue sur le Tibet. Son ouvrage Tibet en exil (lituanien : Ištremtas Tibetas, 1996) comporte une préface du 14e dalaï-lama, dont la visite en Lituanie en 2001 fut facilitée par Jurga Ivanauskaitė. Son second ouvrage Voyage à Shambhala (lituanien : Kelionė į Šambalą, 1997) décrit des pratiques spirituelles bouddhistes qui lui furent enseignées par des lamas au Ladakh et au Népal. Son troisième livre, Perte de la terre promise (lituanien : Prarasta Pažadėtoji žemė, 1999) raconte son voyage au Tibet où elle se rend en 1998 par un chemin secret, son nom figurant sur une liste noire chinoise en tant que responsable d'un groupe de soutien au Tibet en Lituanie.

### Mort
En 2007, elle est morte d'un cancer, un sarcome des tissus mous, à l'âge de 45 ans, et a été enterrée au cimetière Antakalnis de Vilnius.

### Film
En 2009, un film documentaire Dance in the Desert (lituanien : Šokis Dykumoje) lui est consacré par la réalisatrice Agnė Marcinkevičiūtė.